# بخش لیبرتی (شهرستان هنری، اوهایو)
بخش لیبرتی (به انگلیسی: Liberty Township) یک منطقهٔ مسکونی در ایالات متحده آمریکا است که در شهرستان هنری، اوهایو واقع شده‌است.
 بخش لیبرتی ۸۴٫۴ کیلومتر مربع مساحت و ۲٬۵۸۱ نفر جمعیت دارد و ۲۰۵ متر بالاتر از سطح دریا واقع شده‌است.